# Coprosma talbrockiei
Coprosma talbrockiei là một loài thực vật có hoa trong họ Thiến thảo. Loài này được L.B.Moore & R.Mason mô tả khoa học đầu tiên năm 1974.